# 1910 au Maroc
Chronologie du Maroc
- 1906
- 1907
- 1908
- 1909
- 1910
- 1911
- 1912
- 1913
- 1914

Cet article présente les faits marquants de l'année 1910 au Maroc ou relatifs au Maroc.

## Événements
- Ouverture de la première gare ferroviaire du Maroc à Oujda[1].